# 回家 (马丁·盖瑞斯歌曲)
《回家》（英語："Home"）是荷兰DJ马丁·盖瑞斯主唱，瑞典歌手Bonn伴唱的单曲。歌曲通过盖瑞斯位于荷兰的唱片公司戳印唱片发行，并于2019年8月16日独家授权给索尼音乐旗下的史诗阿姆斯特丹。制作人员包括瑞典已故音乐人艾维奇的联合制作人阿尔宾·内德勒（Albin Nedler），他曾为艾维奇去世后发行的专辑《Tim》主笔多首曲目，以及约翰·马丁和米歇尔·西特龙，二人曾是瑞典浩室黑手党部分歌曲的幕后主创。《回家》是马丁·盖瑞斯和Bonn继《精彩人生》和《不需睡眠》后的第三次合作。

## 背景
《回家》，最初名为《带我回家》（Take Me Home），在2019年7月26日至28日举行的日本富士摇滚音乐祭首映演出时首次问世。几分钟后，知名的盖瑞斯粉丝主页分享了一段由音乐节YouTube Music直播流录制的歌曲片段，Bonn在Instagram上发布了歌曲的部分片段，并确认了他们将进行第三次合作。在正式发布预告片前，盖瑞斯在明日世界电子音乐节的戳印唱片专场也演唱了《回家》。8月15日，盖瑞斯在Instagram上发布了歌曲封面，并附言“明天！！”
在2019年9月6日接受西班牙《先锋报》采访时，盖瑞斯说：“Bonn的声音无与伦比。我们一直在努力，但这还远远不够！录音棚里的环境很难用语言形容，我迫不及待地想和他回到那儿。”

## 评价
《Dancing Astronaut》的罗斯·戈登伯格（Ross Goldenberg）评论道，盖瑞斯“轻度地偏离了像《精彩人生》和《不需睡眠》一样轻松的旋律，并提出了他的“声学多功能性”。据他所说，歌手说到的“落叶归根”（“back to my roots”），指的是在歌曲中融入了盖瑞斯式的电子浩室，就像《禁音》或《Oops》一样。据DJ说，这句话的意思是他“（喜欢）巡回演出，但回到阿姆斯特丹的家是最（需要的）”。《EDM.com》的约翰·卡梅伦（John Cameron）写道这首歌“展现了马丁·盖瑞斯在合成器方面的能力，他以流行音乐器乐而闻名于世”。为《Your EDM》撰文的马修·梅多德（Matthew Meadow）评论盖瑞斯的改变和跨音乐流派能力出众，并把《回家》和他的其他单曲进行了比较。据他所说，吉他的和弦让人想起美国摇滚组合涅槃乐队。他指出波恩的声音完美地补充了朋克效果，鼓点更具电子化且更明显，而其中仍然包含“散发着一股邋遢、朋克风的味道。”

## 音乐视频
在《回家》发行当天，音乐视频在马丁·盖瑞斯的YouTube频道发布。故事开始于一个在公寓中起床的年轻人，该公寓在前一天晚上举行了一个大型派对。醒来后，他决定去赌场及酒吧娱乐一下，不久他醉意上头，视线模糊，并与一名保安殴打了起来。后来他被送上救护车，但在救护车停车时他趁机逃走并去酒吧见了一个朋友。在一女子的陪同下，他去了一家旅馆，但在那里他被迷晕且手机钱包被偷。最后，在他清醒后，他来到一片森林，这是他朋友们的住所。盖瑞斯在接受西班牙《先锋报》采访时说，视频并不是他真实生活的写照。他说：“我们想展现一些不同的东西，但这并不能反映我的生活。”

## 制作人员
认证来自于Tidal。
- 马丁·盖瑞斯 – 制作，作曲，歌词
- 阿尔宾·内德勒 – 作曲，歌词
- 克里斯托弗·福格马克 – 作曲，歌词
- 约翰·马丁 – 作曲
- 米歇尔·西特龙 – 作曲

## 榜单
| 榜单（2019年-2020年）                        | 最高排名 |
| -------------------------------------------- | -------- |
| 比利时瓦隆（Ultratop舞曲榜）                 | 17       |
| 独联体（Tophit独联体电台榜）                 | 30       |
| 匈牙利（四十强电台榜）                       | 31       |
| 荷兰（荷蘭四十強單曲榜）                     | 21       |
| 荷兰（百强单曲榜）                           | 94       |
| 俄罗斯（Tophit俄罗斯电台榜）                 | 25       |
| 瑞典（瑞典最熱榜）                           | 61       |
| 乌克兰（Tophit乌克兰电台榜）                 | 29       |
| 美國（《告示牌》Hot Dance/Electronic Songs） | 37       |